# Акт о подавлении богохульства и нечестия
«Акт о более эффективном подавлении богохульства и нечестия» (англ. An Act for the more effectual suppressing of Blasphemy and Profaneness) — закон английского парламента, принятый в 1697 году, при короле Вильгельме III Оранском. Действие закона распространялось на Англию и Уэльс, в Шотландии были свои, более суровые законы — в том же 1697 году в Эдинбурге за отрицание Троицы и других религиозных доктрин был казнён через повешение 20-летний студент Томас Эйкенхед.

## Содержание закона
Закон устанавливает, что любой человек, воспитанный в христианской религии или воспринявший её, совершает преступление, если он пишет, проповедует, учит или рекомендует кому-либо отрицание Святой Троицы, или заявляет, что существует более одного Бога, или отрицает истинность христианства, или отрицает Божественный авторитет Библии.
Согласно данному закону, в случае, когда указанное преступление совершено впервые, преступник лишается права занимать какую-либо должность или место, требующее доверия. В случае совершения второго подобного преступления совершившее его лицо объявляется недееспособным, лишается права быть опекуном или душеприказчиком, принимать наследство или договор дарения, и наказывается тремя годами лишения свободы без права освобождения под залог.

## История
Этот закон был направлен против антитринитариев, деистов и других религиозных движений в Англии, которых традиционная англиканская церковь рассматривала как радикальных вероотступников (еретиков), так что действие Акта о веротерпимости 1689 года на них не распространялось. Непосредственным поводом к принятию закона стала публикация книги ирландского философа Джона Толанда «Христианство без тайн» (1696 год). Книга Толанда была сожжена по приговору суда, а сам он спасся бегством в Пруссию.
В 1779 году Акт о веротерпимости был расширен, однако по-прежнему исключал терпимость к антитринитариям. В части преследования антитринитариев закон был отменён парламентом в 1813 году (Unitarian Relief Act), одновременно наказание за богохульство было смягчено до штрафа. В 1967 году, по рекомендации парламентской комиссии, весь закон был признан устаревшим и отменён.
Однако отмена данного закона (как элемента статутного права) не означала полного прекращения уголовного преследования за богохульство и аналогичные преступления, так как оставалась возможность возбуждения таких дел на основе общего права, что и происходило периодически (например, в 1971, 1977 и 1992 годах). Окончательная отмена уголовной ответственности за богохульство произошла в Англии и Уэльсе в 2008 году (Criminal Justice and Immigration Act 2008), в Северной Ирландии — в 2009 году. Кроме того, случаи богохульства могут караться как нарушение порядка. В Шотландии уголовная ответственность за данный вид преступлений сохраняется до сих пор, хотя не было ни одного случая возбуждения таких дел после 1843 года.

## Применение

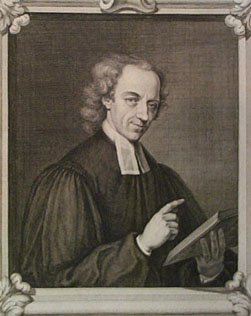
Уильям Уистон

Известно, что друг Ньютона Уильям Уистон, его преемник в Кембриджском университете, в 1710 году был лишен профессорского звания и изгнан из университета за свои утверждения о том, что вероисповеданием ранней Церкви было арианство. Сам Ньютон был вынужден всю жизнь скрывать свои антитринитарные взгляды. Даже в конце XVIII века знаменитый британский химик Джозеф Пристли, открывший кислород, в конце жизни был вынужден из-за своих антитринитаристских религиозных взглядов переселиться в Америку.
Последний случай применения закона в Великобритании имел место в декабре 1921 года, когда Джон Уильям Готт (John William Gott) опубликовал несколько антирелигиозных памфлетов. Поскольку это было не первое аналогичное правонарушение с его стороны, Готт был приговорён к девяти месяцам тяжёлых общественных работ, невзирая на наличие у него серьёзной болезни, и умер вскоре после освобождения, что вызвало скандал в прессе.